# Deoclecio García
Deoclecio García (Mendoza, 1853 - 6 de agosto de 1892) fue un político argentino que fue designado interinamente Gobernador de la Provincia de Mendoza en dos oportunidades, en febrero de 1892, se desempeñó en el cargo hasta el 6 de agosto de 1892 cuando fallece y es suplantado interinamente por el presidente de la Legislatura, Don Pedro Anzorena.
Es recordado en el sur de la Provincia por haber sido uno de los pioneros y el primer intendente del Departamento San Rafael.
- Datos: Q5802797